# Norm Coleman

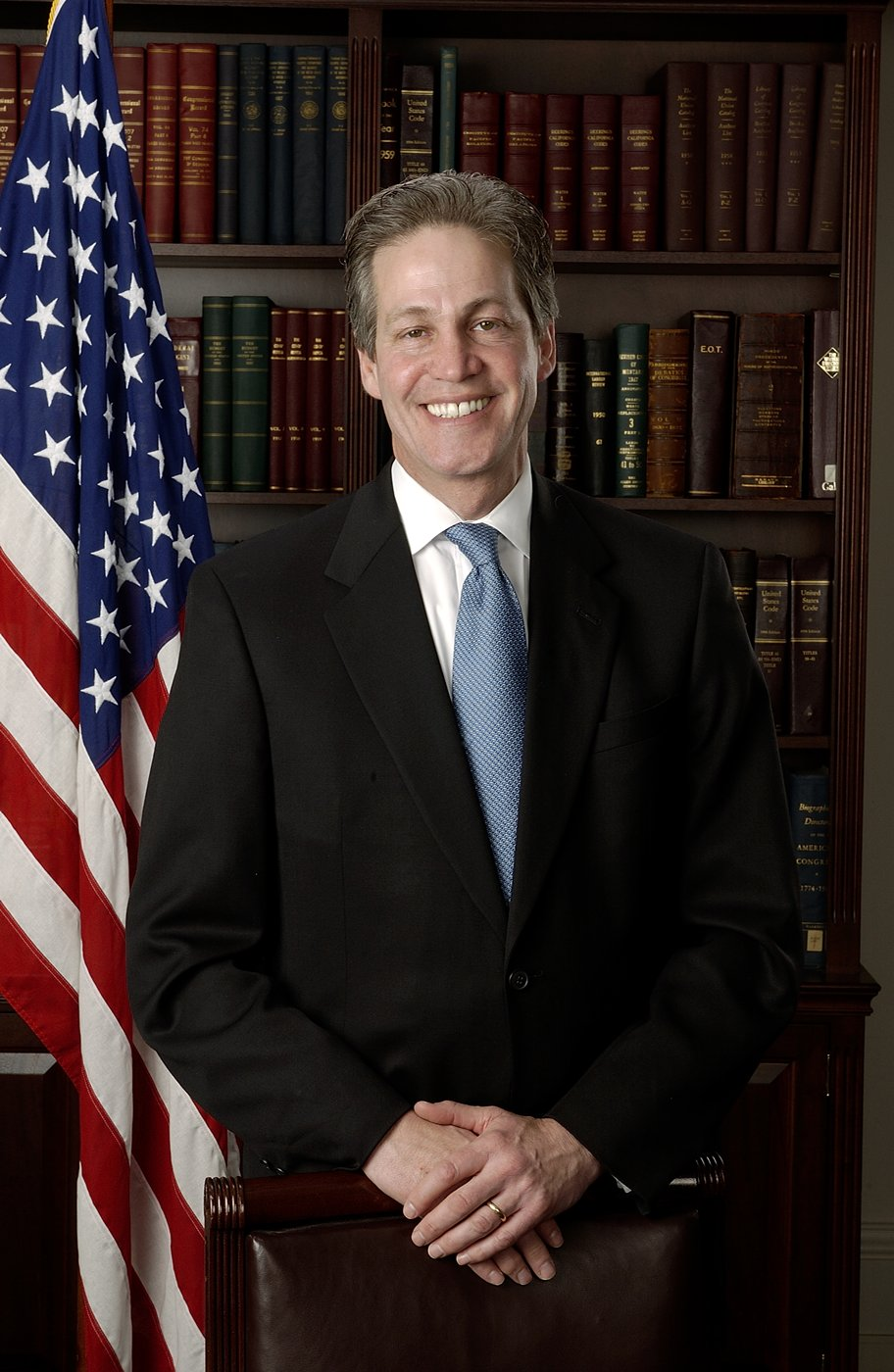
Norm Coleman

Norman Bertram "Norm" Coleman, Jr., född 17 augusti 1949 i Brooklyn, New York, är en amerikansk republikansk politiker. Han representerade Minnesota i kongressen som senator 3 januari 2003 till 3 januari 2009. Från och med 2023 är han den senaste republikanen som har representerat Minnesota i den amerikanska senaten.
Coleman avlade grundexamen vid Hofstra University på Long Island och juristexamen vid University of Iowa. Coleman var borgmästare i Saint Paul, Minnesota 1994-2002. Han vann borgmästarvalet 1993 som kandidat för demokraterna men bytte 1996 parti till republikanerna.
2002 kandiderade han till senaten och besegrade den demokratiske före detta vicepresidenten Walter Mondale med 49,53% mot 47,34%. Den tidigare senatorn Mondale ställde upp mot Coleman på uppmaning av den sittande senatorn Paul Wellstones familj, sedan denne avlidit i en flygkrasch under valkampanjen.
I senatsvalet 2008 utmanades han av komikern Al Franken. Efter en särdeles kontroversiell och utdragen röstomräkning fastslogs Franken som segrare den 5 januari 2009, två dagar efter att Colemans mandat löpt ut.
Coleman vägrade sedan att acceptera omräkningens resultat. Efter att en lägre instans hade bekräftat Frankens seger, överklagade Coleman till Minnesotas högsta domstol. Den 30 juni 2009 gav Coleman upp efter att även delstatens högsta domstol hade fastslagit att Franken vann valet.